# وادي ضراء
وادي ضراء هو أحد الأودية الكبيرة والذي يمتتد على طول المنطق من اعالي جبال الحجاز ويمر بمدينة ميسان وينزل إلى عالية نجد مرواً بمطقة أبو راكة إلى ان يصب في أكبر اودية الجزيرة العربية وادي تربة وتكثر به النباتات بأنواعيها وكذالك العدود القديمة والآبار.

## المناطق التي يمر بها
ينشأ من جبال الحجاز ويمر بمطقة ميسان والصور والحدب وينزل عبر سلاسل الجبال ويمر بمطقة أبو راكة إلى ان يلتقي ب وادي تربة

## وصلات ذات علاقة
- أبو راكة
- قرية الخيالة
- وادي بوا
- وادي ضراء
- وادي عمق
- سد وادي تربة
- قرية مرة